# Parti des Croix fléchées

Drapeau du Parti des Croix fléchées.

Le Parti des Croix fléchées - Mouvement hungariste (hongrois : Nyilaskeresztes Párt - Hungarista Mozgalom NP-HM) est un parti politique hongrois hungariste, fasciste, pro-allemand, antisémite, fondé en 1935. Dirigé par Ferenc Szálasi, il disparaît en 1945.

## Historique
Le parti est fondé en 1935 par Ferenc Szálasi en tant que « Parti de la volonté nationale » mais fut interdit deux ans après pour son radicalisme. Reconstitué en tant que Parti des Croix fléchées, il prend pour modèle le parti nazi.
Son iconographie est similaire à celle des nationaux-socialistes allemands. L'emblème des Croix fléchées est un ancien symbole des tribus magyares, supposées représenter la pureté de la race hongroise, comme les Aryens représentaient la pureté de la race allemande pour les nationaux-socialistes.
L'idéologie du parti est similaire à celle des nationaux-socialistes et des fascistes, : nationalisme, promotion de l'agriculture, anti-capitalisme et anti-communisme, et antisémitisme profond, combinant tous ces aspects avec le touranisme hongrois, formant une idéologie que Ferenc Szálasi qualifiait d'« hungarisme ». Elle souscrit également à l'idée de races, notamment d'une race « gondwanienne » qui, selon les vues de Szálasi, inclurait les Hongrois, les Japonais et les Slaves, et à une conception de l'ordre fondée sur le droit du plus fort — ce que Szálasi appela « réalisme étatique brutal ». Les Croix fléchées professaient un « conationalisme » fondé sur la coexistence pacifique des affirmations nationales.
Aux élections de mai 1939, le parti obtint 17 % des voix ainsi que 29 sièges au Parlement hongrois devenant ainsi un des partis les plus puissants de Hongrie.
Le mouvement avait une base ouvrière importante, notamment chez les mineurs. Il gouverne le royaume de Hongrie du 15 octobre 1944 à la fin mars 1945.
Les Croix fléchées soutiennent alors inconditionnellement Hitler, jusqu'en octobre 1944 où celui-ci, perdant son influence sur le régent Miklós Horthy, leur permet de prendre le pouvoir, établissant un éphémère « Gouvernement d'unité nationale », d'inspiration fasciste.
Après la prise de Budapest par l'Armée rouge, les meneurs sont jugés et, le plus souvent, exécutés pour trahison, comme de nombreux collaborateurs européens.
Après la fin de la guerre, Ferenc Szálasi et d'autres dirigeants des Croix fléchées sont capturés et jugés en tant que criminels de guerre par les tribunaux hongrois, tandis que d'autres auraient travaillé pour le réseau de renseignements de Robert Jan Verbelen.

## Antisémitisme des Croix fléchées et collaboration à la Shoah

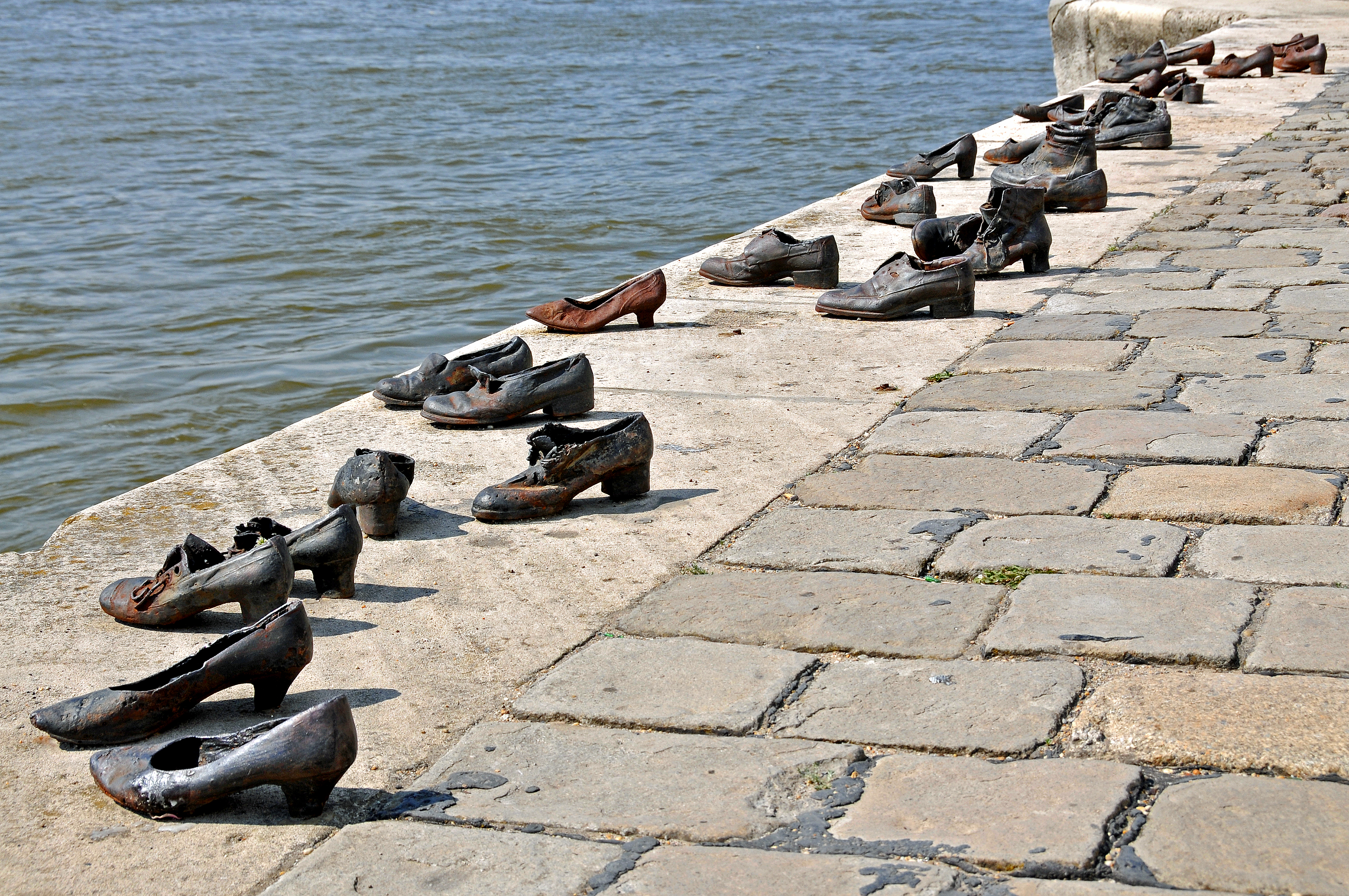
Sculpture commémorant les noyades dans le Danube, par Can Togay et Gyula Pauer.

Dès leur prise du pouvoir, le 16 octobre 1944, les membres de ce parti, notamment le prêtre András Kun à la tête d'une milice, assassinent massivement les Juifs de Budapest. Ces massacres sont encouragés par les Allemands, qui ne leur reprochent que leur caractère spontané ; les survivants de ces massacres sont enrôlés dans des bataillons pour ériger des fortifications autour de Budapest. Un mois avant la chute de la ville, les membres des Croix fléchées assassinent massivement des centaines de Juifs, noyés ou fusillés.
Les massacres antisémites perpétrés par les Croix fléchées ne suscitent pas de réserve de fond de la part des Allemands, mais des remarques sur la forme prise par ces exactions : cadavres abandonnés sur place, corps de noyés qui remontent à la surface du Danube... Certains SS protègent même certaines femmes de la fureur des Croix fléchées d'Andras Kun.
Ces massacres sont encouragés par les Allemands, non seulement parce qu'ils participent à la solution finale, mais aussi parce qu'ils incitent ainsi le gouvernement fasciste à couper les ponts derrière eux.